# Нова Камена
Нова Камена е село в Североизточна България. То се намира в община Тервел, област Добрич. До 1942 година името на селото е Шахинлар.

## История
Селището има многовековна история. По време на османската власт в него са пребивавали турски войски. Свидетелство за това са наименованието на селото „Шахинларь“ и унищожените стари гробове, разположени на една огромна поляна, около два, три хектара, край селото и в центъра до големия бряст. Паметниците на гробовете бяха с различна форма от необработен камък, а една малка част от тях бяха издялани във вид на цилиндър с ралична височина до 1.5 метра, върху които имаше надписи и фигури.
Последните жители от турски произход на селото, са се изселили в Турция през 1936 г. Освен тях през този период жители на селото са няколко семейства българи заселили се в началото на миналия век от с. Върбица, Котелско, (от които произхожда и пишещия тези редове) и няколко румънски фамилии, принудително заселени след окупирането на Добруджа от Румъния, които си заминават през 1940 г. През септември същата година в селото се заселват български фамилии дошли от с. Камана, Тулчанско, Румъния. Това са българи, избягали в Бесарабия по време на османската власт.
По известни фамилии през това време са от местните на Йоневи, Пейчеви, Велчеви, Златеви, Стойчеви, и от страна на каманци Флорянови, Узунята, Върбанята, Чернескови, Чакърята, баба Тонка, Зебелянови, дългия Митьо, Железови, Кабачата и най-вече Тулятя. В близост до селото се намира местността „Трите могили“, която може би датира от римско време.

## География
Селото е разположено в североизточна България – област Добрич, община Тервел. В селото живеят около 500 души като 99% от тях са от български произход. По площ землището му е около 35 кв. км. Граничи със селата Кладенци (на запад), Главанци (на север) и Каблешково на североизток).
Отвсякъде селото е заобиколено от гори, планини и горски пояси с много малко дивеч. Хората от селото най-вече се занимават със земеделие, животновъдство и туризъм.

## Културни и природни забележителности
Две по-големи събития, които се отбелязват в селото, са сбора на селото на 22 септември, когато се организира всеобщо хоро пред читалището. Другото събитие е Коледа, тогава читалището организира забавление на малки и големи.
Има една традиция още която някои хора пазят и това е на Първа пролет и на Гергьоден да ходят в гората и по този начин да уважат празника.
В селото има два паметника, в парка. Единият изобразява ракета с датата на първия полет в открития космос, и символа на СССР – чук и сърп,
В селото има читалище, наречено на името на „Васил Левски“, основно училище – „Отец Паисий", стадион, 8 магазина, язовир, кооперация, църква и др.